# フィリップ・ヤンシー
フィリップ・ヤンシー（Philip Yancey、1949年11月4日 – ）は、世界で1400万部の売り上げを誇るキリスト教の信仰書などの著述家である。
ジョージア州アトランタ出身。福音主義に立つ著述家で最も売り上げの多い人物のひとりである。彼の著書はゾンダーヴァン出版（w:Zondervan Publishing）から公刊されている。ヤンシーの父親は彼が一歳のときに亡くなり、彼の教会の長老が信仰を持って彼の生活を支えてくれたことで彼自身がいやされたことが経歴として知られている。ホイートン・カレッジの大学院とシカゴ大学で英語とコミュニケーション学の学位をとったあと、1971年にヤンシーは「キャンパス＝ライフ＝マガジン」のスタッフとなった。そしてそこで8年間編集者として働いた。ヤンシーは、穏健な福音主義の雑誌である「クリスチャニティ・トゥディ」誌の編集者を務め、現在は編集主幹でコラムニストの一人である。また「ブックス・アンド・カルチャー」の共同編集長である。彼の著作には下記のものが挙げられる。

## 著作
- Disappointment With God (1988)

邦訳『神に失望したとき』いのちのことば社、1996 ISBN 978-4264015819
- Where Is God When It Hurts? (1990)
- The Jesus I Never Knew (1995)

邦訳『誰も書かなかったイエス』いのちのことば社、1997 ISBN 978-4264016724
- What's So Amazing About Grace? (1997)

邦訳『誰も知らなかった恵み』いのちのことば社、1998 ISBN 978-4264017349
- The Bible Jesus Read (1999)
- Reaching for the Invisible God (2000)

邦訳『見えない神を捜し求めて』いのちのことば社、2001 ISBN 978-4264019305
- Soul Survivor (2001)
- Church: Why Bother? (2001)
- Rumors of Another World (2003)

邦訳『「もう一つの世界」からのささやき―信仰の境界地に住む人たちへ』、いのちのことば社、2004 ISBN 978-4264023142
- Finding God in Unexpected Places (2005)